# George (jezero u Ugandi)
Jezero George ili Dweru je jezero u afričkoj državi Uganda. Iako se ne broji kao jedno od velikih jezera u sustav afrički velikih jezera, dio je toga sustava.  Jezero George izlijeva se prema jugozapadu kroz kanal Kazinga u jezero Edward.
Istraživač Henry Morton Stanley je sljedeći rijeku Katongu iz Viktorijinog jezera, godine 1875. postao prvi europljanin koji je vidio jezero. Prvotno je smatrao da je jezero dio Albertovog jezera, te ga nazvao zaljev Beatrice. U drugom posjetu 1888. utvrdio je da se radi o drugom jezeru te ga nazvao prema britanskom prijestolonasljedniku princu Georgu koji će kasnije postati kralj George V. (hrv. Đuro V.)

## Vanjske poveznice
|  | Zajednički poslužitelj ima još gradiva o temi George (jezero u Ugandi) |